# Saint-Fiel
Saint-Fiel – miejscowość i gmina we Francji, w regionie Nowa Akwitania, w departamencie Creuse.
Według danych na rok 1990 gminę zamieszkiwało 709 osób, a gęstość zaludnienia wynosiła 42 osoby/km² (wśród 747 gmin Limousin Saint-Fiel plasuje się na 184. miejscu pod względem liczby ludności, natomiast pod względem powierzchni na miejscu 403.).